# 穆雷省
34°05′N 5°10′W / 34.083°N 5.167°W
穆雷省（阿拉伯语：‎）是摩洛哥的省份，位於該國東北部，由非斯-梅克內斯大區負責管轄，首府設於穆雷雅各，海拔高度315米，每年平均降雨量695毫米，2010年人口150,422。